# Felipe Aguirre Franco
Felipe Aguirre Franco (* 4. Februar 1934 in Encarnación de Díaz) ist Alterzbischof von Acapulco.

## Leben
Felipe Aguirre Franco empfing am 22. März 1958 die Priesterweihe.
Papst Paul VI. ernannte ihn am 12. März 1974 zum Titularbischof von Otriculum und zum Weihbischof in Tuxtla Gutiérrez. Der Apostolische Delegat in Mexiko, Mario Pio Gaspari, spendete ihm am 25. April desselben Jahres die Bischofsweihe; Mitkonsekratoren waren Francisco Javier Nuño y Guerrero, Erzbischof ad personam von San Juan de los Lagos, und José Trinidad Sepúlveda Ruiz-Velasco, Bischof von Tuxtla Gutiérrez.
Am 28. April 1988 wurde Felipe Aguirre zum Bischof von Tuxtla Gutiérrez ernannt. In seiner Amtszeit trat er als ein energischer Fürsprecher der „indianischen Theologie“ (span.: Teología India) hervor. Er war Leiter des Sekretariates für die indigene Pastoral (span.: Secretariado de Pastoral Indígena, SEPAI) des Lateinamerikanischen Bischofsrates.
Am 30. Juni 2000 wurde Felipe Aguirre zum Koadjutorerzbischof von Acapulco ernannt. Nach der Emeritierung von Erzbischof Rafael Bello Ruiz folgte er ihm am 8. Mai 2001 als Erzbischof von Acapulco nach.
Am 7. Juni 2010 nahm Papst Benedikt XVI. sein aus Altersgründen vorgebrachtes Rücktrittsgesuch an.